# آر-۱۶
آر-۱۶ نخستین موشک بالستیک قاره‌پیما بود که توسط اتحاد جماهیر شوروی عملیاتی و در محل پرتاب، مستقر شد. این موشک در غرب با نام‌گذاری ناتو SS-7 Saddler و در شوروی با کُد GRAU 8K64 شناخته می‌شد.

## ویژگی‌ها
طول این موشک ۳۰٫۴ متر، قطر آن ۳ متر و وزن آن ۱۴۱ تن بود. بیشینهٔ برد آر-۱۶ با یک کلاهک هسته‌ای با توان انفجاری معادل ۵ تا ۶ مگاتن تی‌ان‌تی حدود ۱۱٬۰۰۰ کیلومتر و با یک کلاهک ۳ مگاتنی، حدود ۱۳٬۰۰۰ کیلومتر بود.

## طراحی و توسعه

آر-۱۶

در طول توسعهٔ آر-۱۶ یک شکست بزرگ در ۲۴ اکتبر ۱۹۶۰ رخ داد که یک موشک نمونهٔ اولیه پیش از آزمایش در پایگاه فضایی بایکونور، بر روی زمین منفجر شد و باعث جان باختن ۷۸ پرسنل نظامی شوروی شد. پس از چندین دهه سرپوش گذاشتن، سرانجام دولت این حادثه را فاش کرد که از آن با عنوان فاجعه ندلین یاد می‌شود. حادثهٔ مرگبار دیگری با موشک آر-۹ دقیقاً سه سال بعد رخ داد و باعث شد که روز ۲۴ اکتبر در شوروی با عنوان «روز سیاه» بایکونور شناخته شود. از آن زمان تاکنون هیچ پرتابی در بایکونور در این تاریخ، انجام نشده‌است.
پس از تأخیرهای مرتبط با مرگ بسیاری از افرادی که در این پروژه کار می‌کردند، نخستین پرواز این موشک در ۲ فوریهٔ ۱۹۶۱ انجام شد. توانایی عملیاتی اولیه در ۱ نوامبر ۱۹۶۱ به‌دست آمد. این موشک تا سال ۱۹۷۶ به خدمت خود ادامه داد و حداکثر تعداد استقرار آن، در سال ۱۹۶۵ با ۲۰۲ موشک بود. شوروی کمتر از ۵۰ فروند از این موشک‌ها را در سال ۱۹۶۲ در جریان بحران موشکی کوبا مستقر کرد. این احتمال وجود دارد که تنها حدود ۲۰ پرتاب‌گر موقت آر-۱۶ در اوج بحران، عملیاتی شده باشند.
آر-۱۶ یک موشک قاره‌پیمای نسل اول و یک پیشرفت بزرگ نسبت به نسل موشک‌های آزمایشی آر-۷ سمیورکا (R-7 Stemyorka) بود. این موشک از ترکیب دو پیشرانهٔ هایپرگالی دی‌متیل‌هیدرازین نامتقارن (UDMH) در ترکیب با اکسیدکنندهٔ اسید نیتریک دودقرمز (RFNA) استفاده کرد. شوروی در ابتدا آن را در سایت‌های معمولی خود مستقر کرد که در برابر حمله هسته‌ای محافظت نشده بودند. در وضعیت عادی، این موشک‌ها در آشیانه‌ها ذخیره می‌شدند و یک تا سه ساعت طول می‌کشید تا آن‌ها سوخت‌رسانی و آماده به پرتاب شوند. به‌دلیل ماهیت خورندهٔ اسید نیتریک، این موشک‌ها تنها می‌توانند تا چند روز حاوی سوخت بمانند. پس از این مدت، سوخت باید خارج شود و موشک برای بازسازی به کارخانه بازگردانده شود. این موشک‌ها حتی زمانی که سوخت گرفته و در وضعیت هشدار و آماده‌باش قرار می‌گرفتند، باید تا بیست دقیقه منتظر می‌ماندند تا ژیروسکوپ‌ها و سیستم‌های هدایت موشک، آماده شوند. با وجود این کاستی‌ها، بدون شک آر-۱۶ نخستین موشک بالستیک قاره‌پیمای واقعاً موفقی بود که توسط اتحاد جماهیر شوروی ساخته شد.
شوروی‌ها از آسیب‌پذیری این موشک آگاه بودند و از سال ۱۹۶۳ به بعد، برخی از موشک‌های آر-۱۶یو در سیلوها مستقر شدند و حدود ۶۹ سیلو در خدمت آن‌ها قرار گرفتند. هر مجموعهٔ پرتاب متشکل از سه سیلو بود که موشک‌ها به‌دلایل اقتصادی در کنار هم قرار می‌گرفتند اما استفاده از یک سیستم سوخت‌گیری مشترک، آن‌ها را در برابر حملات موشکی آسیب‌پذیر می‌کرد.
سیستم کنترل این موشک در کارترن (خارکوف، اوکراین شوروی) طراحی شده‌است.

## کاربر
اتحاد جماهیر شوروی
نیروی راهبردی موشکی تنها کاربر آر-۱۶ بود.